# 정요
정요(鄭曜, 1331년 ~ 1414년)는 고려 말 조선 초의 문신으로, 본관은 초계(草溪)이다. 시호는 호희(胡僖)이다.

## 생애
출사하게 된 경위는 자세히 알 수 없으나, 내시(內侍) 출신이었다고 한다.
1388년(창왕 즉위년) 왜적의 침구가 극성을 떨치자 자혜부윤(慈惠府尹) 조언(曹彦), 밀직사부사(密直司副使) 최칠석(崔七夕)·장사길(張思吉)과 함께 방어에 나섰으며, 1390년(공양왕 2) 이성계(李成桂)가 위화도(威化島)에서 회군했을 당시 공이 있었다 하여 회군공신(回軍功臣)에 책록되었다.
조선 건국 후인 1392년(태조 원년) 상의문하부사(商議門下府事)로서 원종공신(原從功臣)에 책록되었고, 이듬해에는 다시 회군2등공신에 책록되었다.
1402년(태종 2) 손자 정발(鄭發)이 겨우 14세에 전농시직장(典農寺直長) 벼슬을 받은 일로 탄핵되기도 했으나, 1407년(태종 7) 판한성부사(判漢城府事)에 임명되었다가, 후에 잉령치사(仍令致仕)했다.
1414년(태종 14) 84세로 졸하자, 태종(太宗)이 3일 동안 철조(輟朝)하고 부의(賻儀)로 쌀‧콩 30석과 종이 1백 권을 하사하였으며, 중관(中官)을 보내어 조제(弔祭)하였다.

## 가족 관계
- 부인 - 조씨(趙氏)[6]
  - 아들 - 정갱(鄭賡)[1] : 공조참판(工曹參判)
    - 손자 - 정발(鄭發, 1389년 ~ ?)[1] : 동지중추부사(同知中樞府事)